# Karamukmolla, Kastamonu
Karamıkmolla là một xã thuộc thành phố Kastamonu, tỉnh Kastamonu, Thổ Nhĩ Kỳ. Dân số thời điểm năm 2008 là 145 người.